# Cei 13 de la Arad

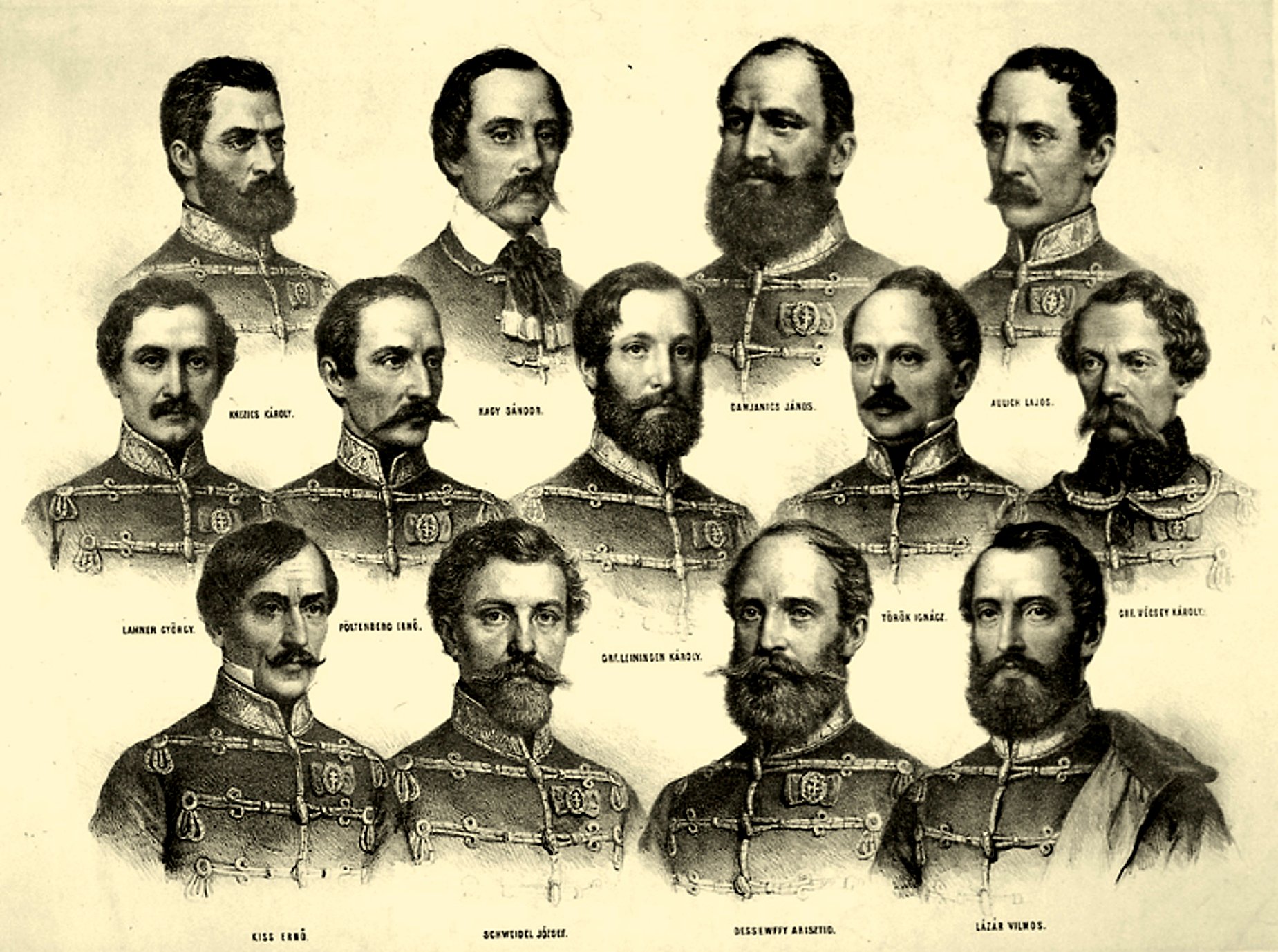
Martirii de la Arad

Cei 13 de la Arad (în maghiară Aradi vértanúk) este denumirea generică sub care sunt cunoscuți 13 ofițeri ai armatei imperiale austriece executați în 1849 la Arad sub acuzația că s-au alăturat mișcării revoluționare a lui Lajos Kossuth și au susținut revendicările maghiare de independență față de Imperiul Austriac, încălcându-și astfel jurământul de fidelitate față de Casa de Habsburg. 
Monumentul Statuia Libertății din Arad evocă memoria celor 13 comandanți. Istoriografia maghiară îi menționează ca martirii de la Arad, punând accentul pe dorința lor de libertate. În publicistica românească imaginea celor 13 generali a fost adesea confundată cu cea a lui Józef Bem, generalul polonez care a condus confruntările din Munții Apuseni, în care s-au ciocnit trupele revoluționare maghiare cu armata imperială austriacă, de partea acesteia din urmă aflându-se și trupele lui Avram Iancu. 
Cei treisprezece:
- Ludwig Aulich, etnic german, născut la Pojon, locotenent-colonel în armata austriacă, numit general de Lajos Kossuth;
- Jovan Damjanić, etnic sârb, născut la Staza (azi în Croația), locotenent-colonel în armata austriacă, numit general de Kossuth;
- Arisztid Dessewffy (Dezsőffy), maghiar născut la Ósvacsákány (astăzi Čakanovce în Slovacia), căpitan în armata austriacă;
- Ernő Kiss, etnic armean născut la Timișoara, comandant al regimentului de cavalerie II Hanovra, numit general de Kossuth;
- Karlo Knezić, etnic croat, născut la Veliki Grđevac (azi în Croația). A fost numit general după rănirea lui Jovan Damianić;
- Georg Lahner, etnic german, născut în satul Necpál (astăzi Necpaly în Slovacia);
- Vilmos Lázár, etnic maghiar născut în Becicherecu Mare (azi în Banatul Sârbesc, Serbia);
- Karl August zu Leiningen-Westerburg, conte german, născut în Ilbenstadt (azi Niddatal, Hessa, Germania);
- József Nagysándor, etnic maghiar născut la Oradea;
- Ernst Pöelt von Pöeltenberg, născut la Viena, locotenent în armata imperială austriacă, nu cunoștea maghiara, numit colonel de Kossuth;
- Josef Schweidel, născut în Zombor (azi Sombor în Serbia), maior în armata austriacă;
- Ignác Török, etnic maghiar născut în Gödöllő, în apropiere de Budapesta;
- Károly Vécsey, etnic maghiar născut în Pesta, conte, locotenent-colonel în armata austriacă, numit general de Kossuth.

## Execuția
Ofițerii revoluționari de la Arad au fost făcuți prizonieri de armata Rusiei și predați austriecilor. Primul ministru al Imperiului Austriac, Felix Schwarzenberg, a dat ordin să fie judecați de o curte marțială, cu aprobarea împăratului Franz Josef I. Toți au fost condamnați la moarte prin spânzurare, sub acuzația „săvârșirea crimei de înaltă trădare”. Judecătorul a fost Karl Ernst. 
Patru condamnați au fost predați generalului Julius Jacob von Haynau, după care au fost executați prin împușcare. Ceilalți au fost executați prin spânzurare. Este posibil ca data de 6 octombrie să fi fost aleasă intenționat, întrucât cu un an mai înainte avusese loc la Viena o revoltă în care fusese linșat contele Latour, ministrul imperial de război. În aceeași zi a fost executat la Pesta Lajos Batthyány, fostul prim-ministru revoluționar al Ungariei.

## Alți ofițeri executați
În perioada dintre august 1849 și februarie 1850, la Arad au mai fost executați încă trei lideri revoluționari:
- colonelul Norbert Ormai (care este numit și primul martir arădean) la 22 august 1849;
- colonelul Lajos Kazinczy la 25 octombrie 1849;
- locotenent-colonelul Ludwig Hauk la 19 februarie 1850.

De asemenea, generalul János Lenkey a murit în închisoarea Cetății Aradului la 7 februarie 1850, după ce procedura judecării sale, alături de ceilalți 13 militari maghiari, a fost oprită ca urmare a faptului că suferise o cădere psihică în ultima parte a Revoluției Maghiare, iar boala sa mentală se înrăutățise în perioada detenției.